# Speranskia yunnanensis
Speranskia yunnanensis är en törelväxtart som beskrevs av S.M.Hwang. Speranskia yunnanensis ingår i släktet Speranskia och familjen törelväxter. Inga underarter finns listade i Catalogue of Life.